# Верещагін Леонід Федорович
Леоні́д Фе́дорович Вереща́гін (нар. 29 квітня 1909, Херсон — 20 лютого 1977, Москва) — радянський фізик і хімік, академік АН СРСР.

## Біографія
В 1926—1928 роках навчався в Одеському інституті народної освіти.
У 1934—1939 працював у Фізико-технічному інституті Академії Наук УРСР в Харкові. У 1939 —1954 роках завідував лабораторією Інституту органічної хімії АН СРСР у Москві.
З 1958 року був директором Інституту високих тисків Академії Наук Союзу РСР.
Досліджував фізичні властивості твердих тіл при високому тиску (їх фізико-механічні властивості, структуру, електропровідність і ін.). Розробив методи вимірювань фізичних величин (деформацій, швидкості звуку і ін.) при високому тиску. У 1960 під керівництвом Л. Верещагіна вперше в СРСР було синтезовано алмаз і його надтвердий аналог — кубічний нітрид бору.
Серед його учнів: С. С. Кабалкіна, В. В. Ліхтер, Е. С. Іцкевич, С. В. Попова, Н. А. Бенделіані, Я. А. Калашніков, Р. Г. Архіпов, Е. М. Яковлєв, К. П. Бурдіна, Б. Р. Чурагулов, І. Н. Поландов.
З 1953 року був професором Московського державного університету імені М. Ломоносова.
В 1960 році обраний членом-кореспондентом, а у 1966 році — дійсним членом Академії Наук СРСР.
Помер у 1977 році у Москві. Похований на Новодівочому кладовищі.

## Праці
Основні праці з проблем надвисокого тиску (опублікував понад 150 робіт) та більш 200 авторських свідоцтв та патентів.
- Верещагин Л. Ф. Твердое тело при высоких давлениях. — М., 1981. — 286 с.
- Верещагин Л. Ф. Синтетические алмазы и гидроэкструкци. — М., 1982. — 328 с.
- Верещагин Л. Ф., Яковлев Е. Н., Бучнев Л. М., Дымов Б. К.. Условия термодинамического равновесия алмаза с различными углеродными материалами // Теплофизика высоких температур. — 1977. — Т. 15. — № 2. — С.316 — 321;
- Верещагин Л. Ф.. Физика высоких давлений и металлический водород // Будущее науки. — 1976. — Вып. 9. — C. 116—125.

## Нагороди
- Ленінська премія (1961) , Сталінська премія (1952).
- Герой Соціалістичної Праці (1963). Нагороджений 3 орденами Леніна, орденами Трудового Червоного прапора, Червоної зірки, медалями.